# Ramona Petraviča
Ramona Petraviča (ur. 25 września 1967 w Auce) – łotewska polityk i samorządowiec, posłanka na Sejm, w latach 2019–2021 minister zabezpieczenia społecznego.

## Życiorys
Absolwentka technologii chemicznej na Ryskim Uniwersytecie Technicznym z 1992. Pracowała m.in. w należącym do jej męża przedsiębiorstwie Monēta, gdzie zajmowała się sprawami finansowymi. Zasiadała w radzie gminy Saldus. Zaangażowała się także w działalność polityczną w ramach ugrupowania KPV LV. W wyborach w 2018 z listy tej formacji uzyskała mandat posłanki na Sejm XIII kadencji.
W styczniu 2019 objęła urząd ministra zabezpieczenia społecznego, wchodząc w skład rządu Artursa Krišjānisa Kariņša. Zakończyła urzędowanie w czerwcu 2021. W styczniu 2022 odeszła z partii, która w międzyczasie zmieniła nazwę na O ludzką Łotwę. W tym samym roku wstąpiła do ugrupowania LPV. W 2022 z jego ramienia z powodzeniem ubiegała się o poselską reelekcję.